# Nenad Krstičić
Nenad Krstičić (Belgrado, 3 de julho de 1990) é um ex-futebolista profissional espanhol que atuava como meia.

## Carreira
Nenad Krstičić começou a carreira no OFK Belgrado.

## Títulos
Alavés
- Vice Copa del Rey: 2016-2017.